# Benno Mengele
Benno Mengele (* 11. Dezember 1898 in Zwettl, Niederösterreich; † 15. September 1971 in Wien) war ein österreichischer Elektrotechniker. 
Er studierte von 1918 bis 1923 an der Technischen Universität Wien und arbeitete ab 1922 bei den Österreichischen Siemens-Schuckertwerken. Er entwickelte die Erdschlusslöschung und den Fehlerschluss sowie 1929 mit Gustav Markt Bündelleiter für Hoch- und Höchstspannungsübertragungen. Er baute auch die erste wasserstoffgekühlte Drehstrommaschine Österreichs. 1965 verlieh ihm die TU Wien die Ehrendoktorwürde.